# Alcyoniidae
Alcyoniidae é uma família de corais da ordem Malacalcyonacea.

## Géneros
Seguem os gêneros da família:
- Alcyonium (Lineu, 1758)
- Anthothela (Verrill, 1879)
- Bellonella (Gray, 1862)
- Eleutherobia (Pütter, 1900)
- Gersemia (von Marenzeller, 1878)
- Hedera (Conti-Jerpe & Freshwater, 2017)
- Kotatea (Kessel, Alderslade, Bilewitch, Schnabel, Norman, Tekaharoa Potts & Gardner, 2022)
- Lateothela (Moore, Alderslade & Miller, 2017)
- Ushanaia (Kessel, Alderslade, Bilewitch, Schnabel, Norman, Tekaharoa Potts & Gardner, 2022)